# Нагасава, Кэнта
Кэнта Нагасава (яп. 長澤　憲大, род. 8 декабря 1993, Сагамихара, Канагава) — японский дзюдоист, чемпион и  призёр чемпионатов Японии, бронзовый призёр Универсиады, призёр чемпионата мира, двукратный чемпион мира в командном зачёте.

## Карьера
Родился 8 декабря 1993 года в городе Сагамихара (провинция Канагава). Выступает в средней весовой категории (до 90 кг). В 2012 году стал бронзовым призёром чемпионата Японии среди юниоров. В дальнейшем четырежды поднимался на пьедестал на чемпионатах Японии среди взрослых. Чемпион Японии 2018 года, серебряный (2019) и бронзовый (2016 и 2017 годы) призёр чемпионатов Японии. Бронзовый призёр летней Универсиады 2015 года в Кванджу (Южная Корея). В 2018 году стал третьим на чемпионате мира в Баку (Азербайджан).